# Tigran Petrosjan
Tigran Vartanovič Petrosjan (armensko Տիգրան Պետրոսյան), armenski šahist, nekdanji svetovni prvak v šahu, * 17. junij 1929, Tbilisi, Gruzija, takrat Sovjetska zveza, † 13. avgust 1984, Moskva, Rusija, takrat Sovjetska zveza.
Tigran je svoj napredek kazal z rezultati na turnirjih za izzivalca šahovskega svetovnega prvaka (vsaka 3 leta). Sodeloval je že na 13. šahovski olimpijadi.
Leta 1953 v Zürichu (Švica) je bil peti, leta 1956 v Amsterdamu (Nizozemska) si je delil tretje mesto, ravno tako je bil tretji leta 1959 v Jugoslaviji (Bled, Zagreb, Beograd), leta 1962 v Curaçau pa je zmagal. Naslednje leto je z 12,5 : 9,5 premagal Mihaila Botvinnika in tako postal svetovni prvak. 
Leta 1966 je z 12,5 : 11.5 premagal izzivalca Borisa Spaskega, le ta pa se mu je leta 1969 oddolžil, ga premagal z rezultatom 12,5 : 10,5 in tako izpodrinil s šahovskega prestola.
Petrosjan je skupaj z Aronom Nimzowitschem najbolj znan kot začetnik profilaktične šole. Profilaktična poteza tako ni nujno namenjena izboljšanju lastnega položaja, temveč predvsem preprečevanju nasprotniku, da bi izboljšal svoj položaj. Petrosjan je bil pravi mojster v slutnji in onemogočanju nasprotnikovih načrtov. Mnogi so, čeprav takšne kritike niso ravno najbolj poštene, ta slog označevali za dolgočasen. Šahovske šole po vsem svetu danes pri poučevanju šaha precej uporabljajo njegove partije.
Danes je Petrosjan skupaj s skladateljema Komitasom Vardapetom in Aramom Hačaturjanom med tistimi Armenci, na katere so njihovi rojaki najbolj ponosni.